# Ямниця (станція)
Я́мниця — проміжна залізнична станція Івано-Франківської дирекції залізничних перевезень Львівської залізниці на неелектрифікованій лінії Ходорів — Хриплин між станціями Івано-Франківськ (7 км) та Єзупіль (8 км). Розташована в однойменному селі Івано-Франківського району Івано-Франківської області.

## Пасажирське сполучення
На станції зупиняються приміські поїзди сполученням Івано-Франківськ — Ходорів. Поруч зі станцією, на вулиці Галицькій, розташована зупинка «Ямниця-1» тролейбусного маршруту № 4.